# Hluchoslepota

Helen Kellerová, hluchoslepá americká spisovatelka, aktivistka a lektorka v roce 1904

Hluchoslepota (řídce též slepohluchota, také hluchoslepost nebo slepohluchost) je zdravotní handicap charakterizovaný kombinací zrakového a sluchového postižení.

## Definice hluchoslepoty
Hluchoslepé osoby trpí dvojvadou složenou ze složky sluchové a zrakové. Zrakovou vadou může být slabozrakost, zbytky zraku nebo slepota, sluchovou vadou pak nedoslýchavost, zbytky sluchu nebo hluchota. Nejlehčí formou hluchoslepoty je tedy kombinace slabozrakosti a nedoslýchavosti.

### Lékařská definice
Podle polské lékařské definice je hluchoslepý ten jedinec, jehož visus lépe korigovaného oka není větší než 1/10 a nebo zorné pole není větší než 30 stupňů, a zároveň mu jeho sluchové schopnosti umožňují přijímat podněty stejné nebo silnější než 40 dB v pásmu mluvené řeči, to je od 250 do 4000 Hz.

### Funkční definice
Funkční vymezení se snaží postihnout omezení plynoucí z hluchoslepoty.
Pro hluchoslepotu jako tzv. multihandicap je charakteristické vzájemné ovlivňování a umocňování jednotlivých složek postižení. Výsledný handicap přináší mnohem závažnější ztížení podmínek života, než by byl pouhý součet jednotlivých handicapů dílčích. Kombinace postižení obou hlavních smyslů brání možnosti kompenzovat jedním ze smyslů výpadek druhého, jak je běžné u lidí s jedním z postižení – buď zrakovým, nebo sluchovým. Hluchoslepota proto extrémně komplikuje výchovu, vzdělávání, pracovní uplatnění i rodinný a společenský život postižených lidí.

## Formy hluchoslepoty
Můžeme rozlišit tři základní formy hluchoslepoty.
První formou je vrozená hluchoslepota, ta je ze tří čtvrtin způsobena napadením plodu virovou infekcí, nejčastěji zarděnkami. V 60. letech 20. století postihla celou západní polokouli epidemie zarděnek, což vedlo až ke zdvojnásobení počtu hluchoslepých lidí.
Druhá forma, geneticky podmíněná hluchoslepota je většinou diagnostikována jako Usherův syndrom. Je vrozenou poruchou sluchu s postupnou ztrátou zraku během dospívání.
Třetí formou hluchoslepoty je hluchoslepota jako následek procesu stárnutí.

## Komunikace s postiženými
Komunikace s hluchoslepým člověkem závisí na rozsahu postižení. Hluchoslepí lidé s nižším stupněm postižení mohou s použitím sluchadla užívat mluvenou řeč.
Další komunikační systémy:
- znakový jazyk
- taktilní znakový jazyk
- prstová abeceda
- Braillovo písmo
- daktylografika – tiskací písmena do dlaně
- Lormova abeceda

#### Populárně-naučná literatura
- MACHOVIČOVÁ, Marcela, ed. Kultura hluchoslepých: sborník Klubu přátel červenobílé hole o.s. 1. vyd. Praha: Klub přátel červenobílé hole, 2008. 27 s. ISBN 978-80-254-1411-8.
- MASSOWOVÁ, Dana. Hieronymus Lorm: muž, jenž otevřel hluchoslepým svět. 1. vyd. Mikulov: Regionální muzeum v Mikulově, 2011. 27 s. ISBN 978-80-85088-40-3.

#### Beletrie
- JAROŠOVÁ, Jindra. Via lucis. 2. vyd. Praha: Práh, 2009. 295 s., obr. příl. ISBN 978-80-7252-259-0.
- KELLER, Helen. Příběh mého života. Přeložila Zuzana Koudelková. 1. vyd. [Praha]: Malvern, 2021. 132 s. ISBN 978-80-7530-319-6.
- PODHÁJECKÁ, Mária a ŠARIŠSKÁ, Janka. Dievča, ktoré vidělo dotykom a počulo srdcom. 1. vyd. Prešov: Združenie rodičov a priateľov hluchoslepých detí, 2000. 130 s., [11] s. obr. příl. ISBN 80-968477-7-5. [Příběh Laury Dewey Bridgmanové. Byla v USA první hluchoslepou dívkou, která se úspěšně vzdělávala. Jako dítě onemocněla spálou (tzv. šarlatovou horečkou) a ztratila i čich a chuť. Žila v letech 1829–1889.]